# Kanderfirn
Le Kanderfirn est un glacier des Alpes bernoises, en Suisse.

## Géographie
Il coule en Suisse, dans le sud du canton de Berne et alimente la Kander.